# Just a Boy
Just a Boy es el segundo álbum de estudio del músico inglés Leo Sayer. Fue publicado en enero de 1975 por Warner Bros. Records.

## Grabación y contenido
Las sesiones de grabación del álbum tuvieron lugar en Kingsway Recorders, un estudio ubicado en Londres, Inglaterra. Just a Boy fue producido por el compañero de composición de Sayer, David Courtney, junto con el ex ídolo adolescente Adam Faith. El álbum contenía diez canciones. Al igual que su lanzamiento de estudio anterior, Sayer escribió la letra de las canciones mientras que David Courtney compuso la música. Just a Boy contenía versiones de «One Man Band» y «Giving It All Away», grabadas originalmente por Roger Daltrey de The Who para su álbum debut en solitario de 1973. La portada fue diseñada por el pintor Humphrey Butler-Bowden. Es un homenaje a la portada de la novela de Antoine de Saint-Exupéry de 1943, The Little Prince. La contraportada de Just a Boy mostraba a un grupo de tres Sayers cortando relación con su personaje anterior de Pierrot.

## Recepción de la crítica
Un escritor no especificado de Billboard llamó al álbum “una agrupación comercial de 10 melodías fáciles de escuchar pero muy memorables”. La revista elogió la capacidad de “cambiar de un estado de ánimo a otro con poca dificultad” de Sayer y creyó que “no ha[bía] ninguna razón por la que el artista no pueda conseguir varios sencillos exitosos con este conjunto”.

## Lista de canciones
Todas las letras escritas por Leo Sayer; toda la música compuesta por David Courtney.
Lado uno
1. «Telepath» – 3:12
2. «Train» – 4:25
3. «The Bells of St. Marys» – 3:36
4. «One Man Band» – 3:35
5. «In My Life» – 3:23

Lado dos
1. «When I Came Home This Morning» – 5:17
2. «Long Tall Glasses» – 3:19
3. «Another Time» – 3:26
4. «Solo» – 3:59
5. «Giving It All Away» – 3:52

## Créditos y personal
Créditos adaptados desde las notas de álbum de Just a Boy.
Músicos
- Leo Sayer – voces
- David Courtney – piano (1, 8, 10)
- Cliff Hall – piano (2, 3, 7, 9)
- David Rose – piano (4, 5, 6)
- John Mealing – órgano (5)
- Paul Keogh – guitarra (2, 3, 5, 7, 8, 9)
- James Litherland – guitarra (4, 5, 6)
- Keith Nelson – banjo (7)
- Dave Markee – bajo eléctrico (2, 3, 7, 8, 9)
- Bill Smith – bajo eléctrico (4, 5, 6)
- Theo Thunder – batería (2–7, 9)
- Michael Giles – batería (8)
- Andrew Powell – arreglos
- Barry St. John – coros (5)
- Liza Strike – coros (5)

Personal técnico
- David Courtney – productor
- Adam Faith – productor
- Louis Austin – ingeniero de audio
- Martin Birch – ingeniero de audio
- George Sloan – operador de cinta
- Paul "Chas" Watkins – operador de cinta
- Terry O'Neill – fotografía, concepción de la contraportada
- Humphrey Butler-Bowdon – ilustración

## Posicionamiento

### Gráfica semanal
| Gráfica (1974–75)                         | Pico de posición |
| ----------------------------------------- | ---------------- |
| Australia (Kent Music Report)             | 3                |
| Canadá (RPM Top Albums)                   | 12               |
| Estados Unidos (Billboard Top LPs & Tape) | 16               |
| Estados Unidos (Cash Box Top 100 Albums)  | 33               |
| Nueva Zelanda (Recorded Music NZ)         | 35               |
| Reino Unido (Record Mirror Top 50 Albums) | 4                |

### Gráfica de fin de año
| Gráfica (1975)                | Pico de posición |
| ----------------------------- | ---------------- |
| Australia (Kent Music Report) | 2                |
| Canadá (RPM Top Albums)       | 85               |

## Certificaciones y ventas
| País                                                     | Certificación | Ventas   |
| -------------------------------------------------------- | ------------- | -------- |
| Reino Unido (BPI)                                        | Plata         | 100 000* |
| *cifras de ventas basadas únicamente en la certificación |               |          |